# Doña Juana la Loca
Doña Juana la Loca  è un dipinto ad olio su tela del 1877 del pittore spagnolo Francisco Pradilla, conservato al Museo del Prado di Madrid.

## Storia
Il dipinto fu realizzato a Roma durante il periodo di studio presso l'Accademia di Spagna e fu esposto nel maggio 1877 ottenendo un notevole successo, riconfermato all'Exposición Nacional de Bellas Artes del 1878 dove ottenne la medaglia d'onore.

## Descrizione
Nel dipinto Pradilla rappresenta la regina Giovanna la Pazza mentre veglia la bara del marito defunto Filippo I di Castiglia, morto il 25 settembre 1506 di febbre tifoide. Il suo sguardo è completamente folle e la sua presentazione di profilo mostra la sua gravidanza avanzata, mentre dietro di lei i cortigiani rimangono in attesa con i visi che mostrano un misto di stanchezza, noia e compassione per la follia della loro regina.